# Сейлем (Виргиния)
Сейлем (англ. Salem) — независимый город (то есть не входящий в состав какого-либо округа) в штате Виргиния (США). Место пребывания властей округа Роанок.

## История
В 1752 году в этих местах было построено укрепление, получившее впоследствии название Форт-Льюис — в честь Эндрю Льюиса, сражавшегося в этих местах с индейцами, а во время Войны за независимость США вставшего на сторону революции. После его смерти в 1800 году земля перешла в собственность Джеймса Симпсона, который решил основать город под названием «Сейлем». В 1802 году началась продажа земельных участков, а в 1806 году Сейлем официально стал инкорпорированным городом в округе Ботетот.
В 1816 году для обеспечения судоходства по реке Роанок была основана «Roanoke Navigation Company», что вызвало бум в Сейлеме. В 1838 году из округа Ботетот был выделен округ Роанок, местом размещения властей которого был избран Сейлем; это означало, что все жители округа стали по несколько раз в год прибывать в Сейлем, что сделало город идеальным местом для развития торговли. В 1847 году в городе открылась школа, вскоре переименованная в Роанокский колледж. В 1852 году в город пришла железная дорога.
В 1953 году к Сейлему был присоединён Южный Сейлем, а в 1960 году — значительная порция земель с восточной стороны, что сделало Сейлем крупнейшим городом в штате Виргиния с населением в 16 тысяч человек. Однако несколько лет спустя возникла угроза поглощения Сейлема соседним городом Роанок, и это вынудило городской совет постараться получить статус «city». 31 декабря 1967 года Сейлем официально стал независимым городом.